# Ратко Ракетић
Ратко Ракетић (Чачак, 19. фебруар 1884 — Београд, 19. фебруар 1961) био је српски и југословенски коњички официр, дивизијски генерал Југословенске војске, вршилац дужности команданта Коњичке бригаде Краљеве гарде, учесник Балканских ратова, Првог светског рата и Априлског рата, носилац две Карађорђеве звезде, два Ордена Белог орла, два Ордена Светог Саве, три Ордена Југословенске круне, Албанске споменице, Ордена белог лава, Ордена румунске круне и Војног крста

## Биографија
Родио се 19. фебруара 1884. године у Чачку, као десето дете окружног благајника Радосава Ракетића и Христине Боркан. Његова браћа Светислав, Милорад и Војислав су такође били официри и досегли до чина пуковника, а Милорад Ракетић је као пешадијски потпоручник био учесник Мајског преврата 1903. године.
У Чачку је завршио основну школу и гимназију, а потом се 1901. године уписао у Нижу школу Војне академије у Београду, као питомац XXXIV класе. Завршио ју је 1905. године и стекао чин потпоручника коњице, а у чин поручника је унапређен 29. јуна 1909. године. Био је водник Трећег коњичког пука и Коњичкој подофицирској школи, као и ађутант Краљеве гарде. Током Балканских ратова се налазио у пратњи наследника престола Александра Карађорђевића.
У Првом светском рату је командовао Трећим ескадроном Дринске дивизије II позива. Унапређен је у мајорски чин 15. октобра 1915. године. Након повлачења преко Албаније и одласка на Крф, од марта до септембра 1916. године је био командир ескадрона Дринске дивизије. Затим је 1918. године у Солуну преузео дужност командира ескадрона Краљеве гарде и заступника управника Краљевог двора.
Оженио се 1919. године са Станијом, кћерком ваљевског окружног лекара Михаила Цвијетића, са којом је имао сина Зорана. У чин потпуковника је унапређен 14. октобра 1920. године, а у чин пуковника у истог дана али четири године касније. Бригадни генерал постао је 17. децембра 1930. године, а дивизијски генерал 1. децембра 1935. године.
Након рата је био на бројним дужностима, попут помоћника команданта и команданта коњичког пука Краљеве гарде, заступника команданта и вршиоца дужности команданта коњичке бригаде Краљеве гарде. Од 2. априла до 6. септембра 1936. године је био командант Дринске дивизијске области. Пензионисан је 19. марта 1938. године.
Реактивиран је уочи Априлског рата 1941. године и постављен на место команданта Славонске дивизије. Срушио је мост код Босанске Градишке, како би отежао кретање непријатељских трупа. Успео је да избегле одлазак у заробљеништво и рат је провео у Београду.
За време војне службе и током учешћа у ратовима, добио је следећа одликовања: Орден Карађорђеве звезде IV степена, Орден Карађорђеве звезде III степена, Орден Белог орла са мачевима IV степена, Орден Белог орла са мачевима V степена, Орден Белог орла са IV степена, Орден Светог Саве V степена, Орден Светог Саве III степена, Орден Југословенске круне IV степена, Орден Југословенске круне III степена, Орден Југословенске круне II степена, Албанска споменица, Сребрна Медаља за ревносну службу, Медаља за војничке врлине, чехословачки Орден белог лава, Орден румунске круне и британски Војни крст.
Преминуо је 19. фебруара 1961. године у Београду.

## Унапређења у чинове
| Питомац Каплар | Питомац Поднаредник | Питомац Наредник | Потпоручник      | Поручник      | Капетан Друге класе |
| -------------- | ------------------- | ---------------- | ---------------- | ------------- | ------------------- |
|                |                     |                  |                  |               |                     |
| 1902.          | 1903.               | 1904.            | 27. август 1905. | 29. јун 1909. | 20. октобар 1912.   |

| Капетан Прве класе | Мајор             | Потпуковник       | Пуковник          | Бригадни генерал   | Дивизијски генерал |
| ------------------ | ----------------- | ----------------- | ----------------- | ------------------ | ------------------ |
|                    |                   |                   |                   |                    |                    |
| 30. мај 1915.      | 15. октобар 1915. | 14. октобар 1920. | 14. октобар 1924. | 17. децембар 1930. | 1. децембар 1935.  |

## Одликовања
- Орден Карађорђеве звезде IV степена
- Орден Карађорђеве звезде III степена
- Орден Белог орла са мачевима IV степена
- Орден Белог орла са мачевима V степена
- Орден Белог орла са IV степена
- Орден Светог Саве V степена
- Орден Светог Саве III степена
- Орден Југословенске круне IV степена
- Орден Југословенске круне III степена
- Орден Југословенске круне II степена
- Албанска споменица
- Сребрна Медаља за ревносну службу
- Медаља за војничке врлине
- Орден белог лава
- Орден румунске круне
- Војни крст